# Мінтурно
Мінтурно (італ. Minturno) — муніципалітет в Італії, у регіоні Лаціо,  провінція Латина.
Мінтурно розташоване на відстані близько 130 км на південний схід від Рима, 75 км на схід від Латини.
Населення — 19 816 осіб (2014).
Щорічний фестиваль відбувається 1 вересня. Покровитель — Maria SS. delle Grazie.

## Демографія
Населення за роками:

Станом на 1 січня 2023 року в муніципалітеті офіційно проживали 852 іноземці з 65 країн, серед них 230 громадян країн Євросоюзу та 154 громадяни України.

## Сусідні муніципалітети
- Корено-Аузоніо
- Формія
- Санті-Козма-е-Дам'яно
- Сесса-Аурунка
- Спіньо-Сатурнія

## Галерея

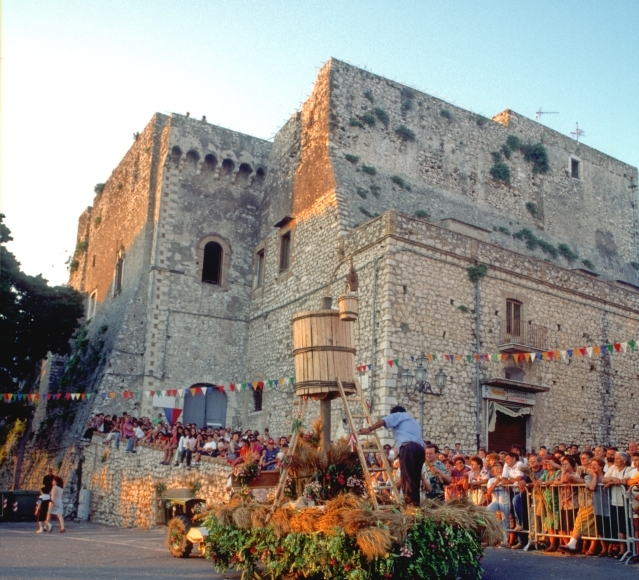
Свято Мадонни
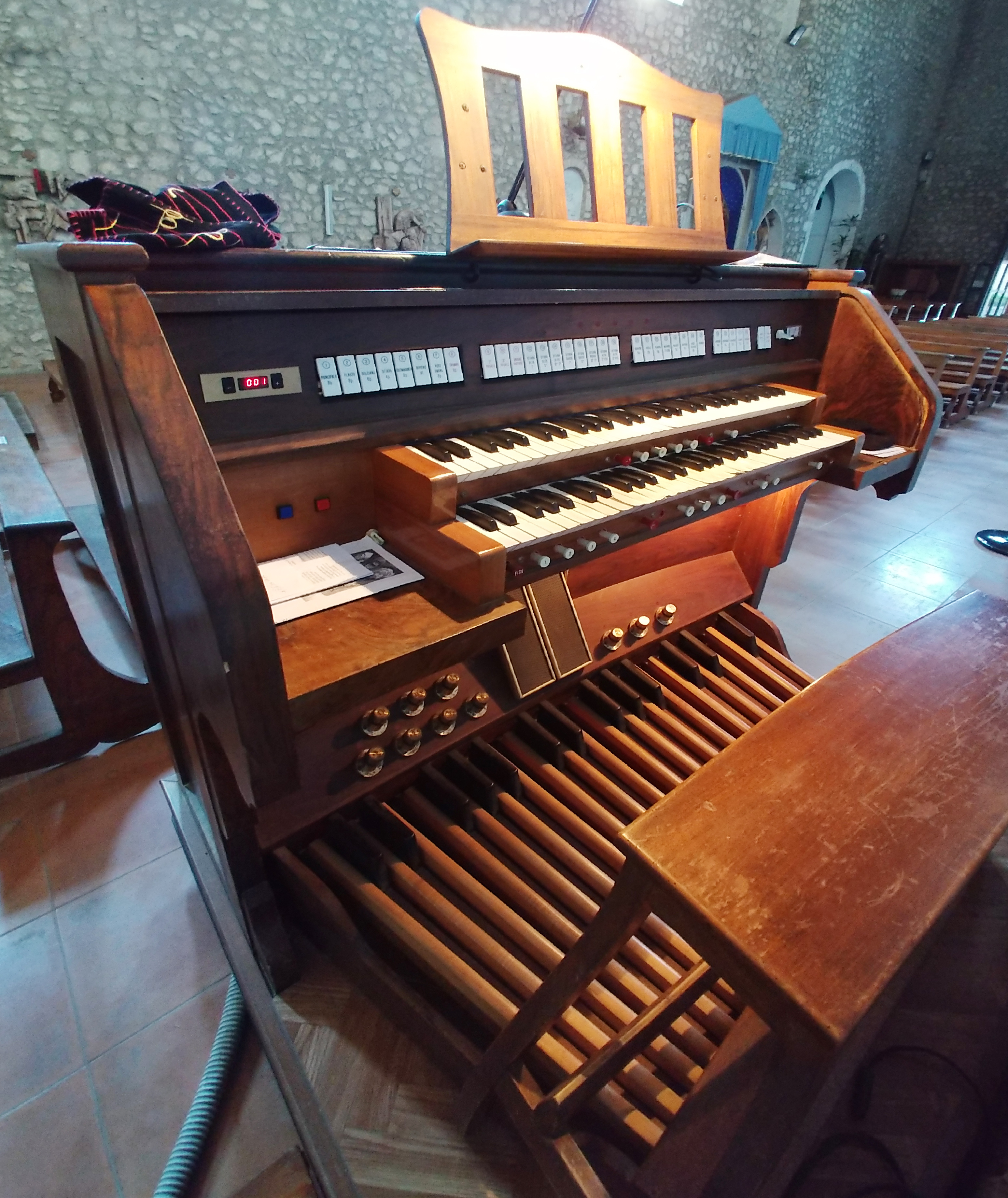
Орган у церкві Сан-Франческо
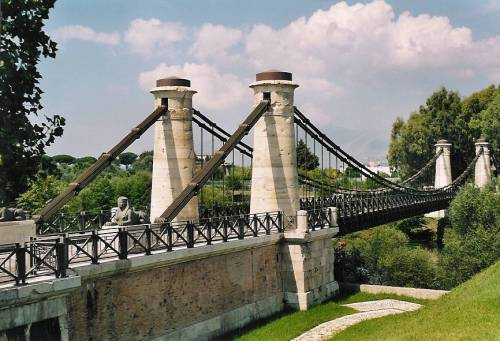
Міст Бурбонів через Гарільяно
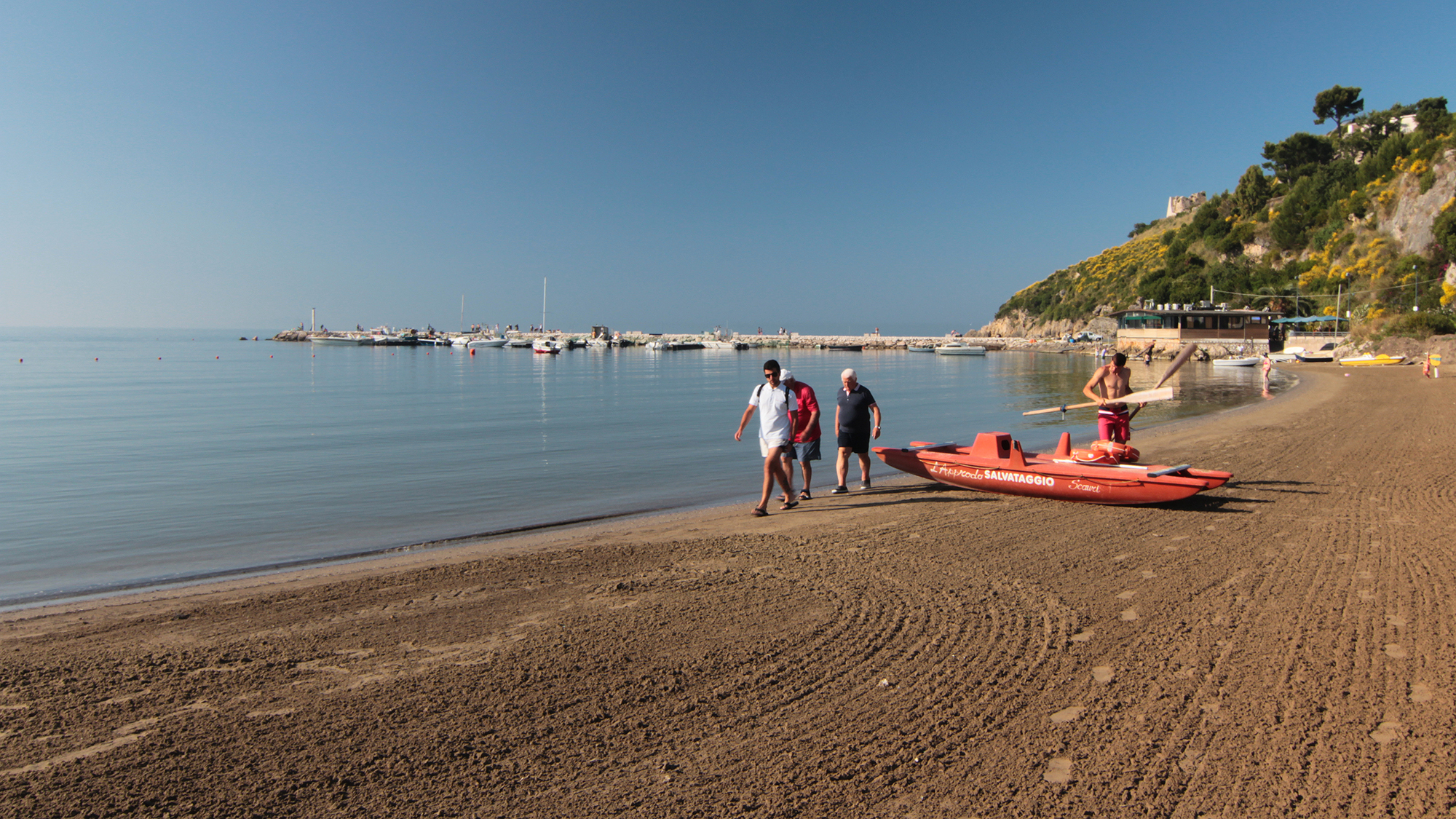
Набережна